# Myosotis graminifolia
Myosotis graminifolia är en strävbladig växtart som beskrevs av Dc. Myosotis graminifolia ingår i släktet förgätmigejer, och familjen strävbladiga växter. Inga underarter finns listade i Catalogue of Life.